# Glycaspis orientalis
Glycaspis orientalis är en insektsart som beskrevs av Moore 1961. Glycaspis orientalis ingår i släktet Glycaspis och familjen rundbladloppor. Inga underarter finns listade i Catalogue of Life.